# ナゴラン

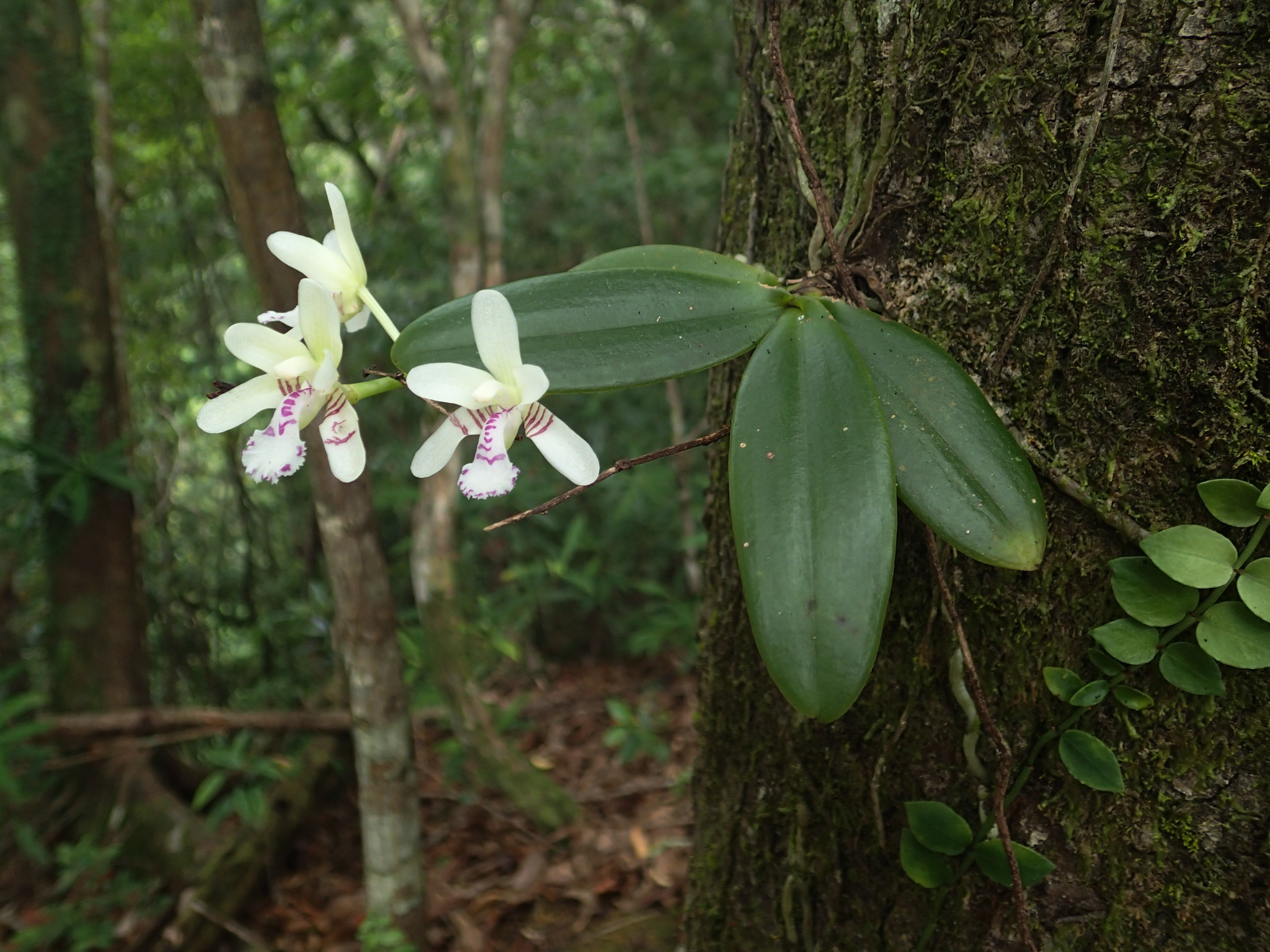
ナゴラン（奄美大島）
（Wikimedia Commons）

ナゴラン（学名：Phalaenopsis japonica）はラン科コチョウラン属の着生植物。環境省絶滅危惧IB類。和名は発見地である沖縄本島名護岳の地名にちなむ。

## 特徴
樹木に着生する小型の蘭。茎は短く、葉は長楕円形で先は鈍頭、全縁、厚みのある革質で、葉柄をもたず、2列に互生し、2–6枚をつける。花は径3 cmほどの淡緑白色で、側萼片には赤紫色の横縞が、唇弁には斑点が入る。開花期は6–8月。花粉塊は2個とされていたが、2対4個あることが判明した。

## 分類（属の変遷）
本種ははじめAerides japonicaと記載され、その後Sedirea属へ移された。しかし、花粉塊が2個ではなく異なるサイズの2対4個であることや、遺伝子分析の結果からSedireaはHygrochilusに内包されることが判明し、Hygrochilusへの組合せがなされた。その後、HygrochilusはPhalaenopsisの亜属subgen.  Hygrochilusとされ、遺伝子分析の結果からも本種を含む亜属subgen.  HygrochilusがPhalaenopsisを構成する4群の1つとされた 。
YListではナゴランの学名としてHygrochilus japonicusを標準、他をシノニムと整理しているが、POWOでは学名Phalaenopsis japonicaを採用し、他をシノニムとしている。本項では後者の見解に従い記述する。

## 分布と生育環境
本州伊豆半島以西～南西諸島、済州島、中国南部に分布。山地常緑広葉樹林内の樹冠や太い枝に着生する。園芸用に盗掘の対象とされ、発見地の沖縄本島でも自生は稀とされる。